# Brown Eyed Girls
Cet article possède un paronyme, voir Brown Eyed Girl.
Cette page contient des caractères spéciaux ou non latins. S’ils s’affichent mal (▯, ?, etc.), consultez la page d’aide Unicode.
Brown Eyed Girls (hangeul : 브라운아이드걸스, aussi appelé B.E.G.), est un girl group sud-coréen de K-pop, originaire de Séoul, actif entre 2006 et 2015, puis 2019 et 2020 . Formé par NegaNetwork, il est composé de quatre membres : Jea, Ga-in, Narsha et Miryo. Le groupe avait une 5e membre, Yo Ah Ri, qui est partie avant leurs débuts. Le groupe débute en mars 2006 avec l'album Your Story.

## Histoire

### Formation et débuts (2006–2008)
Jea aurait elle-même recherché les autres membres de BEG. Le premier membre sélectionné par Jea est Miryo, alors connue comme une grande rappeuse de la communauté du hip-hop sud-coréen. Miryo a précédemment travaillé avec d'autres rappeurs, comme Gil du duo Leessang. Narsha a été choisie quand Jea s'est souvenue d'elle en tant que « chanteuse douée » lors de ses années de lycée. Ga-in est choisie par les trois membres, après avoir échoué au Battle Shin Hwa. Selon Ga-in, elle pleurait dans la salle de bains après avoir échoué à l'audition, mais elle est trouvée par le compositeur Ahn Jung Hoon, et est alors choisie par l'audition de la compagnie des Brown Eyed Girls[réf. nécessaire].
Après 3 mois d'entraînement et des petits concerts, les Brown Eyed Girls sortent leur premier album Your Story le 10 mars 2006. L'album est bien accueilli par la presse mais n'atteint pas le nombre d'exemplaires vendus prévu. Cependant, il engendre leur single de début Come Closer (다가와서) devenu un hit mineur dans l'ensemble de la Corée. Après une petite pause, le groupe travaille sur son deuxième album Leave Ms. Kim (떠나라미스김), qui inclut le single You Got Me Fooled (너에게 속았다). Les singles suivant étaient Oasis (오아시스) avec Lee Jae Hoon et It's Mine (내꺼야), une collaboration avec le groupe SeeYa. Pendant leur pause entre les deux albums, les Brown Eyed Girls sortent leur premier single numérique intitulé I Am a Summer (내가여름이다), qui plus tard est inclus dans leur deuxième LP. Les deux premiers albums contiennent des ballades typiques de RnB qui avaient été très populaires sur la scène K-pop. Cependant, le succès commercial a été relativement plus haut dans les deux singles sortis entre le premier et le deuxième album. En revanche, leur deuxième album est une déception commerciale. Au même moment, la scène K-pop générale ait passé des ballades RnB à la dance.
En janvier 2008, le groupe sort leur premier EP With Love, la chanson Love devient un tube, et leur nom devient connu de tous en Corée. En septembre 2008 arrive leur 2e mini album My Style. La chanson How Come devient un hit qui arrive en haut de plusieurs classements musicaux. Après la promotion de How Come, elles sortent trois nouvelles chansons dans le single My Style, dont My Style (Hidden Track), un remake du hit Love.

### Sound Get débuts japonais (2009–2011)
Le 21 juillet 2009, les Brown Eyed Girls sortent leur 3e album, Sound-G. La sortie de cet album voit également une variation dans l'image du groupe, comme les membres se sont redéfinis en tant que filles indépendantes et mûres, ce qui est une tendance dans beaucoup de groupe de K-pop. La sortie du clip de Abracadabra suscite beaucoup de polémique. Comme le groupe suit un modèle visuel plus provocateur, la critique surgit pour les thèmes suggestifs et érotiques que la vidéo présente. Elles sortent plus tard une version vidéo avec juste la danse. Abracadabra est composé par Ji-nu et Min-Soo Lee. Ji-nu est un ancien bassiste célèbre dans le groupe légendaire d'acid jazz, en Corée, Roller Coaster. Après la séparation du groupe, Ji-nu devient un célèbre DJ, il compose la première partie d'Abracadabra, et essaye de composer le refrain, mais ne le fait pas. Par conséquent, Min-Soo Lee, qui a travaillé avec les BEG précédemment, aide et compose le refrain de Abracadabra. Une nouvelle version de l'album contenant des remixes et des chansons inédites est sorti le 29 octobre 2009.
Dû à leur succès musical, au moins deux des membres sont choisis pour participer à des populaires émissions de variété. Ga-in est dans l'émission We Got Married avec Jo Kwon depuis octobre 2009. Le couple s'appelle Adam Couple et est un des couples virtuels le plus reconnu en Corée. Narsha est dans l'émission Invincible Youth dès octobre 2009. Elle est connue sous le nom de Sung in Dol du fait qu'elle est plus vieille que les autres membres et de ses actions drôles. En août 2010, elles sortent une version japonaise de leur dernier album. Le 23 septembre 2011, elles sortent l'album Sixth Sense.

### Activités solos, etTonight 37.2 °C(2012)

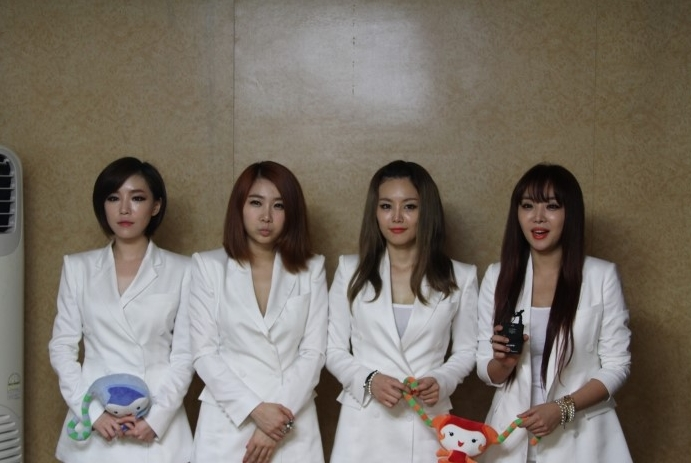
Brown Eyes Girls en 2012.

Le 1er février 2012 sort le premier EP de Miryo] Miryo Aka Johoney, et le MV de Dirty est mis en ligne qui sera interdite sur les chaînes KBS et SBS à cause de ses paroles considérées comme étant trop tendancieuses.
Le 21 avril 2012, le MV de Someone Else est mis en ligne, il s'agit d'une collaboration entre J.Y.Park et Ga-in. Le titre se place directement à la tête des charts en ligne notamment des sites Soribada et Bugs Music.
Le 4 juillet 2012, il semblerait que Ga-in devrait faire prochainement son retour solo puisqu'un porte-parole de son agence a confié : « Ga-In devrait sortir un album solo au début du mois prochain et rencontrera donc par la même occasion ses fans. En ce moment, elle travaille sur l’enregistrement de l’album. Nous n’avons pas encore choisi quel sera le concept ». Le 5 juillet 2012, il est annoncé que le groupe sortira un nouveau single puisqu'un porte-parole de Nega Network déclare à la presse coréenne : « La sortie du nouveau single numérique des Brown Eyed Girls est prévu pour la fin de ce mois. Ce single est un cadeau pour les fans qui restent loyaux malgré l’inactivité actuelle du groupe. Bien qu’un single numérique sera dévoilé, nous ne prévoyons pas de diffusion ou de promotion pour le moment ». Ainsi, le 17 juillet 2012, le single The Original sort, et le MV de A Summer Night's Dream est mis en ligne.
Le 5 octobre 2012, Ga-in fait son retour solo avec la sortie de son deuxième mini-album, Talk About S et la mise en ligne du MV du titre-phare, Bloom. Le titre phare, s’est hissé rapidement en tête des classements en temps réel de différents sites musicaux. Devenant ainsi simultanément numéro 1 des charts Bugs, Melon, Naver, Olleh, Soribada, Monkey3 et Daum, elle réalise ce qu'on appelle un all-kill (succès).
Le 1er novembre 2012, il est annoncé que le groupe tiendra un concert nommé Tonight 37.5 °C qui aura lieu au Millenium Hall de Séoul, les 24 et 25 décembre. Ce concert sera uniquement destiné aux adultes. Un représentant de leur agence explique « le titre du concert fait référence à l’amour passionnel entre deux amoureux. Le concert sera sur un thème qui n'a jamais été abordé par un autre groupe de filles et sera composé de performances puissantes et sexy ». Le 30 novembre 2012, la cérémonie annuelle des Mnet Asian Music Awards a lieu à Hong Kong. Ga-in y remporte le prix spécial du « genre musical ».

### Kill Billet sous-unité (2013)

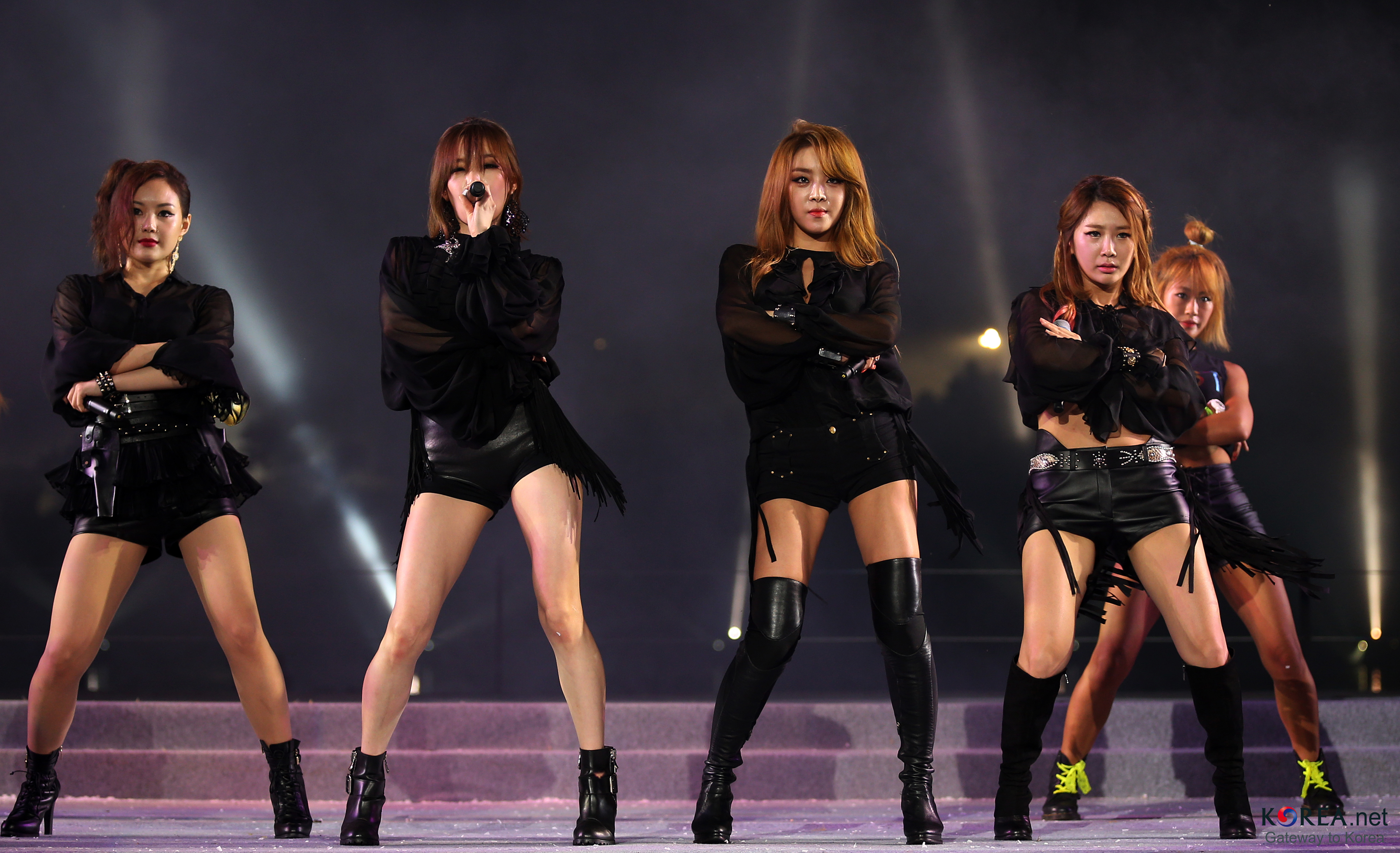
Le groupe sur scène en 2013.

Le 4 janvier 2013, le premier EP de JeA intitulé Just Jea est publié. Par la même occasion le MV du titre-phare, While You Are Asleep, est mis en ligne. Le 11 janvier 2013, un deuxième titre de son opus bénéficie d'un MV, Stray Cat.
Le 13 avril 2013, Ga-in apparaît dans le clip, Gentleman de Psy,. Le 17 avril 2013, il est annoncé que le groupe devrait faire son retour entre les mois de juin ou de juillet qui est officialisé le 5 juillet par un message posté par JeA sur son compte Twitter, annonçant la date de leur retour, le 9 juillet. Ainsi, le 9 juillet, le single numérique Recipe est publié. Le succès ne se fait pas attendre, puisque le titre des filles se hisse immédiatement aux sommets de plusieurs charts musicaux en ligne comme Melon, Mnet, Bugs, Monkey3, Naver, Soribada et d'autres. Le 15 juillet 2013, il est annoncé que le groupe sortira son cinquième album studio fin juillet. Le 30 juillet, Près de deux ans après Sixth Sense, les Brown Eyed Girls font leur retour avec leur cinquième album studio : Black Box. Le MV du titre-phare, Kill Bill est mis en ligne par la même occasion.
Le 4 novembre 2013, il est annoncé  par l'agence des filles, NegaNetwork, la création d'une sous-unité composée de Narsha et Miryo dont leur premier album devrait sortir à la mi-novembre. Ainsi, le 11 novembre, le single numérique Tonight est publié et le MV du même nom est mis en ligne.

### Retour solo etSpecial Moments(2014–2015)
Le 9 janvier 2014, il est annoncé que Ga-in sortira un nouvel opus. Avant même sa sortie, sa prochaine chanson F**k U fait déjà beaucoup parler d'elle. La chaîne SBS a déjà déclaré vouloir censurer la chanson de la membre des Brown Eyed Girls en expliquant qu'elle était inappropriée à la diffusion. En première ligne, le titre de la chanson de Ga-in jugé beaucoup trop osé. L'agence de la jeune femme a expliqué qu'elle s'attendait à un tel résultat depuis que F**k You est produite. C'est donc sans surprise que la chanteuse a appris que SBS avait choisi de la censurer. Le MV de ce titre est mis en ligne le 27 janvier.
Le 6 février 2014, l'EP Truth or Dare de Ga-in sort, le MV du titre-phare du même nom est mis en ligne par cette occasion.
Afin de célébrer leur huitième anniversaire, les Brown Eyed Girls offrent à leurs fans un album compilation, Special Moments. Il sera en vente en version numérique le 8 août, et en version physique le 11 du même mois.
Le 8 janvier 2015, l’agence de Ga-in confirme au site Starnews que la chanteuse des Brown Eyed Girls était « en train de préparer son nouvel album ». « La sortie était prévue pour janvier, février, mais elle s'y est consacrée totalement et il devrait être disponible au début du mois de mars. Pour le moment, cela pourrait être le 4 ou le 5 mars et nous pensons qu’il sera sous un format mini-album[réf. souhaitée]. » Le 2 mars 2015, il est annoncé que le choix s'arrête sur deux titres promotionnels pour son 4e mini-album, la date de sortie est confirmée. Ainsi, Hawwah sera disponible à partir du 12 mars. Le 12 mars 2015, l'EP sort et le MV de Paradise Lost, l'un des deux titres-phares, est mis en ligne. Toujours en cette date, il est aussi dit que KBS décide de censurer la chanson Apple de son mini-album. Plus tard dans la même journée, le MV du titre en question est mis en ligne. Le 17 mars 2015, il est annoncé que si Ga-in souhaitait faire la promotion de Paradise Lost dans les émissions musicales de chaînes généralistes, elle devait en modifier la chorégraphie jugée trop provocante. En effet, grâce à certains passages Ga-in conceptualise le premier pêcher d'Ève en imitant le mouvement du serpent.
Le 30 juillet 2015, Miryo fait son retour avec le single Queen, dont le MV est mis en ligne.

### Basicset pauses (2016–2020)
De 2016 à 2019, le groupe est inactif — chaque membre ayant mené des projets en indépendant — puis annonce son come-back en 2019. En septembre 2019, le groupe met en place un Instagram officiel, où il annonce son nouvel album RE_vive sorti le 28 octobre.
Le groupe cesse à nouveau ses activités en 2020. En 2021, Ga In formule des excuses publiques pour sa consommation illégale de propofol, un médicament classifié dans les substances narcotiques et psychotropes en Corée, et qui lui vaut une amende de 1 million de wons,. Elle s'est depuis retirée de la scène publique.

## Discographie

### Albums studio
- 2006 : Your Story (2 mars)
- 2007 : Tteonara Ms. Kim (떠나라 미스김) (6 septembre)
- 2009 : Sound-G (21 juillet)
- 2011 : Sixth Sense (23 septembre)
- 2011 : Sixth Sense Repackage (9 novembre)
- 2013 : Black Box (29 juillet)
- 2015 : Basic (5 novembre)

## Distinctions
| Prix                         | Année | Catégorie                               | Nommé            | Résultat   | Réf.   |
| ---------------------------- | ----- | --------------------------------------- | ---------------- | ---------- | ------ |
| Cyworld Digital Music Awards | 2006  | Chanson du mois (juillet)               | Hold the Line    | Lauréat    | [ 42 ] |
| Cyworld Digital Music Awards | 2009  | Chanson du mois (août)                  | Abracadabra      | Lauréat    | [ 43 ] |
| Cyworld Digital Music Awards | 2010  | Bonsang                                 | Abracadabra      | Lauréat    | [ 44 ] |
| Cyworld Digital Music Awards | 2010  | Chanson de l'année                      | Abracadabra      | Nomination |        |
| Cyworld Digital Music Awards | 2010  | Groupe de l'année                       | Brown Eyed Girls | Nomination |        |
| Golden Disc Awards           | 2008  | Daesang numérique                       | Love             | Lauréat    | [ 45 ] |
| Golden Disc Awards           | 2008  | Daesang numérique                       | Love             | Nomination |        |
| Golden Disc Awards           | 2009  | Bonsang du disque                       | Sound-G          | Nomination |        |
| Golden Disc Awards           | 2009  | Digital Music Bonsang                   | Abracadabra      | Nomination | [ 46 ] |
| Golden Disc Awards           | 2012  | Popularity Award                        | Brown Eyed Girls | Nomination |        |
| Korean Music Awards          | 2010  | Meilleur album électronique/dance       | Sound-G          | Lauréat    | [ 47 ] |
| Korean Music Awards          | 2010  | MMeilleure chanson dance / électronique | Abracadabra      | Lauréat    | [ 47 ] |
| MelOn Music Awards           | 2009  | Top 10 Artists                          | Brown Eyed Girls | Lauréat    | [ 48 ] |
| Mnet Asian Music Awards      | 2006  | Meilleur nouveau groupe de l'année      | Brown Eyed Girls | Nomination |        |
| Mnet Asian Music Awards      | 2007  | Meilleur groupe féminin                 | Brown Eyed Girls | Nomination |        |
| Mnet Asian Music Awards      | 2008  | Meilleur groupe féminin                 | Brown Eyed Girls | Nomination |        |
| Mnet Asian Music Awards      | 2008  | House / musique électronique            | Love             | Nomination |        |
| Mnet Asian Music Awards      | 2009  | Meilleur groupe féminin                 | Brown Eyed Girls | Lauréat    | [ 49 ] |
| Mnet Asian Music Awards      | 2009  | House / musique électronique            | Abracadabra      | Lauréat    |        |
| Mnet Asian Music Awards      | 2011  | Best Female Group                       | Brown Eyed Girls | Nomination |        |
| Mnet Asian Music Awards      | 2011  | Meilleur clip                           | Sixth Sense      | Nomination | [ 50 ] |
| Seoul Music Awards           | 2006  | Prix du nouveau groupe                  | Brown Eyed Girls | Lauréat    | [ 51 ] |
| Seoul Music Awards           | 2009  | Bonsang                                 | Brown Eyed Girls | Lauréat    | [ 52 ] |
| Seoul Music Awards           | 2009  | Prix de célébrité                       | Brown Eyed Girls | Nomination |        |
| Seoul Music Awards           | 2009  | Prix Daesang                            | Brown Eyed Girls | Nomination |        |
| Seoul Music Awards           | 2010  | Bonsang                                 | Brown Eyed Girls | Lauréat    | [ 53 ] |
| Seoul Music Awards           | 2010  | Prix de célébrité                       | Brown Eyed Girls | Nomination |        |
| Seoul Music Awards           | 2010  | Prix Daesang                            | Brown Eyed Girls | Nomination |        |